# 16 avril dans les chemins de fer
16 mars 16 mai
Chronologies thématiques
- Croisades
- Sports
- Disney

Cette page concerne les événements qui se sont déroulés un 16 avril dans les chemins de fer.

## Événements

### XIXesiècle
- 1853 : Premier train en circulation en Inde entre Mumbai (Bombay) et Thane. Naissance de l'Indian Railways.

### XXesiècle
- 1963 : Fermeture de l'ancienne gare d'Ellezelles
- 1983 : Dernier jour de circulation de la Rame Sprague-Thomson sur la Ligne 9

### XXIesiècle
- 2007 : Ouverture du tronçon Bibliothèque François Mitterrand - Olympiades de la Ligne 14
- 2016 : Dernière circulation des rames MS 61 sur le RER A[1]. Une cérémonie a été organisée a cet effet. C'était les toutes premières rames du RER A[1]